# Día bancario
El día bancario es aquel día de funcionamiento regular de los bancos u otras instituciones financieras, y que tiene importancia a efectos de la realización de operaciones bancarias y el cumplimiento de las obligaciones derivadas de las mismas.
Habitualmente dentro de los días bancarios feriados no se incluyen los fines de semana y los días feriados o festivos, aunque ello puede variar dependiendo del país en concreto.